# マー油

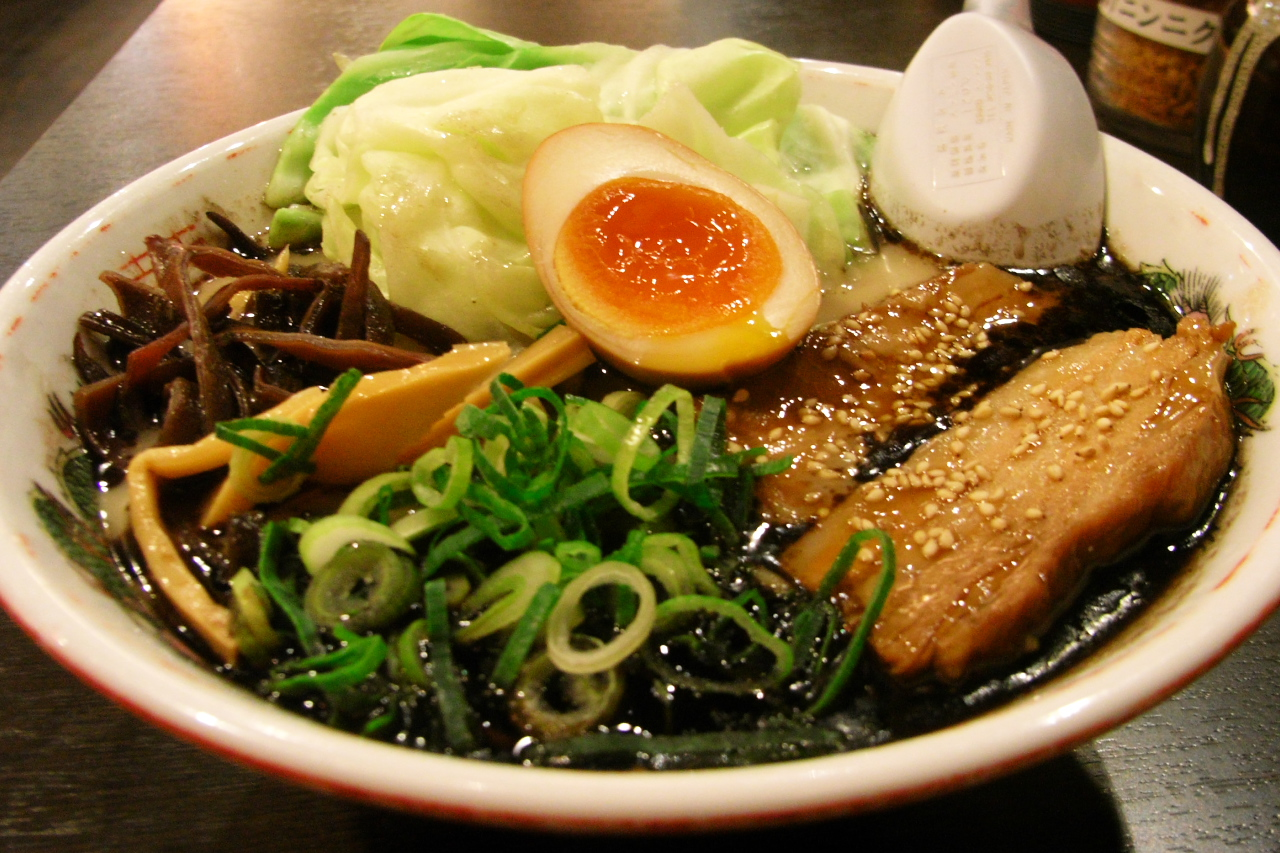
黒いマー油の浮いた熊本ラーメン

マー油（マーゆ）は、にんにくを主とした香味野菜各種をラードで揚げて作った香味油である。

## 概要
熊本ラーメンをはじめとするラーメンや、焼きそば、チャーハン、から揚げなどの香りづけに使用される。

## 表記
「麻油」と表記されることがあるが、これは中国語ではごま油を指す。ウマから採取され、シャンプーや化粧品に使われる動物性油脂「馬油」も別のものである。